# 唧筒座ε
唧筒座ε，又名CD-35 5724，HD 82150、SAO 200416、HR 3765，是唧筒座的一颗恒星，视星等为4.51，位于銀經263.39，銀緯10.96，其B1900.0坐标为赤經9h 25m 7s，赤緯-35° 10.96′ 50″。该星是一个巨大的红色恒星，直径为太阳的69倍，比太阳重5倍，总光度亮1300倍。该星距离太阳为710光年。